# Reduto de Nossa Senhora da Vitória
O Reduto de Nossa Senhora da Vitória localizava-se na vila da Vitória (hoje cidade), no litoral do atual estado brasileiro do Espírito Santo.

## História
A "Informação que Francisco Manoel da Cunha deu sobre a Província, então Capitania, do Espírito Santo, ao Ministro de Estado Antônio de Araújo e Azevedo" no Rio de Janeiro, em 23 de junho de 1811, refere:
"A barra desta vila [da Vitória] está na distância de pouco mais de légua, e nesta extensão apenas aparecem dois pequenos fortes; o de S. Francisco Xavier ou Piratininga na dita barra, e o de S. João Dongado pelo rio acima mais de três quartos de légua: sobre o cimo do monte, em cuja fralda está este forte, ainda hoje existe uma pequena muralha, que antigamente serviu de defesa aos holandeses." (RIHGB, Tomo IV, 1842, p. 244.)
SOUZA (1885) faz duas referências a esta estrutura: uma de Francisco Alberto Rubim (Memória Estatística), a um Forte de Nossa Senhora da Vitória (op. cit., p. 100); e outra do Desembargador Luiz Thomaz de Navarro (Memórias), que afirma que, em 1808, se construiu uma grande bateria sobre o morro junto à Fortaleza de São João, no cume do qual havia antigamente um Reduto (op. cit., p. 99).
BARRETTO (1958) compreende que essa defesa complementar seria a Bateria Elevada, também denominada como Reduto de Nossa Senhora da Vitória. Apresentava planta no formato circular, artilhado com duas peças (op. cit., p. 192).